# Bruslachi
Bruslachi (ros. Бруслаки, Brusłaki) – wieś w Mołdawii (Naddniestrzu), w rejonie Grigoriopol, w gminie Hîrtop. Według danych z 2004 roku wioska jest niezamieszkana.

## Położenie
Miejscowość znajduje się na lewym brzegu Dniestru, pod faktyczną administracją Naddniestrza, w odległości 15 km od Grigoriopola i 80 km od Kiszyniowa.

## Historia
Wioska została założona w 1923 roku przez kilka chłopskich rodzin. W tych czasach miejscowość nie rozwijała się. W okresie sowieckim wieś była częścią kołchozu z siedzibą w Hîrtop.